# Söräng, Södertälje kommun
Söräng är en småort i Södertälje kommun belägen på Mörkö i Mörkö socken, söder om Södertälje.